# Étienne Drioton
Étienne Marie Felix Drioton (Nancy, 21 de novembro de 1889 – Montgeron, 17 de janeiro de 1961) foi um egiptólogo francês, arqueólogo e cônego católico.

## Biografia
Ainda jovem, ele ajudou como deputado conservador no Departamento de Antiguidades Egípcias do Louvre em Paris; em 1936 ele se tornou o Diretor Geral de Antiguidades do Egito no Museu Egípcio do Cairo; finalmente tornou-se o Curador-Chefe no Louvre em 1957. Ele decifrou escritos hieroglíficos e, mais tarde, lançou as bases da arqueologia copta. O Dr. Drioton é autor de vários livros e é considerado o maior egiptólogo de todos os tempos.

### Códigos de Nag Hammadi
Quando um tesouro de mais de uma dúzia de códices escritos em copta antigo foi descoberto perto de Nag Hammadi, Egito, em 1945 (eles ficaram conhecidos como códices de Nag Hammadi), personagens do submundo começaram a adquiri-los, vendendo-os no mercado negro. Temendo que os preciosos manuscritos fossem espalhados e nunca mais recuperados, o governo egípcio enviou Drioton para adquirir o máximo possível da coleção.
O negociante de antiguidades do Cairo, Phokion J. Tanos, adquiriu a maior parte da coleção desses bandidos, mas já havia vendido um códice para Maria Dattari, uma colecionadora particular de antiguidades no Cairo. Dattari ofereceu a coleção ao governo egípcio por £ 71 000, que foi negociada até £ 45 000.
Uma lei de antiguidades foi rapidamente modificada para incluir os artefatos, o que tornou as coleções de Tano e Dattari propriedade legal do governo egípcio. Naquela época, Drioton tomou posse deles imediatamente e ordenou que fossem sequestrados até que um curso de ação adequado pudesse ser determinado pelos tribunais.
A publicação em 1949 do inventário (Códices I a XII) da “coleção Tano” não incluiu o Códice III, uma vez que já se encontrava na posse do Museu Cóptico nessa altura. Mas foi o pensamento rápido e a ação decisiva de Étienne Drioton que levou à preservação e disponibilização desses artefatos literários aos estudiosos de hoje.

### Coleção Tell el Amarna
Como acontece com muitos outros egiptólogos proeminentes no campo, uma sólida amizade se desenvolveu entre o Dr. Drioton e MA Mansoor, que tinha uma licença legal para comprar e vender antiguidades. Mansoor decidiu mostrar sua coleção crescente de esculturas de Tell el Amarna ao Dr. Drioton.
Posteriormente, a Faculdade de Letras da Universidade do Cairo comprou, de Mansoor, um baixo-relevo que foi presenteado a Farouk por ocasião de sua ascensão ao trono do Egito. O relevo, medindo cerca de 23 por 20 centímetros, mostra Akhenaton entronizado, com os pés apoiados em um banquinho, usando uma peruca encaracolada com abas pendentes e um grande uraeus. Além disso, a mãe de Farouk havia comprado para o aniversário de Farouk outra estatueta bastante bonita de uma jovem princesa, medindo aproximadamente 23 centímetros de altura.

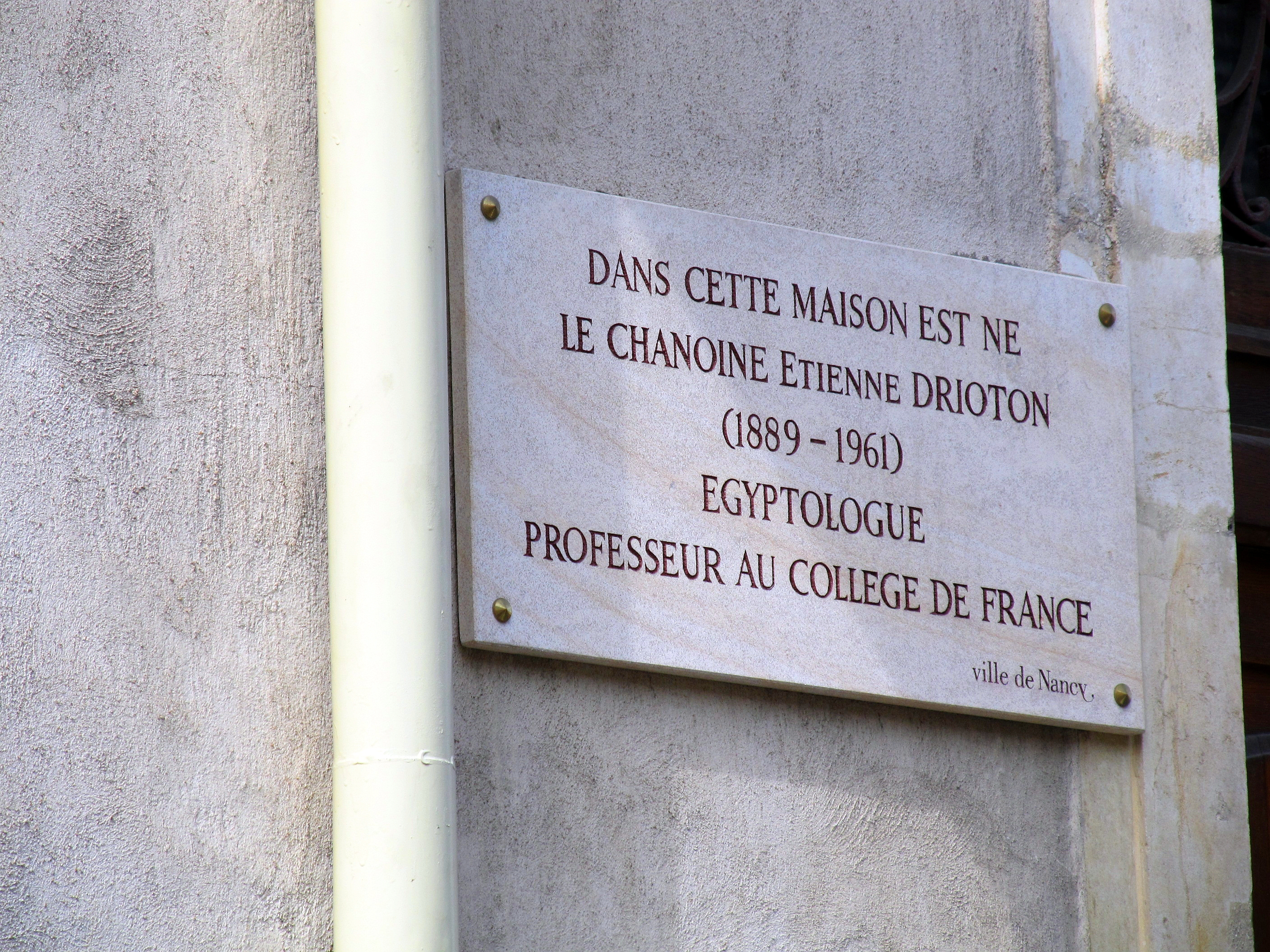
Placa comemorativa

Mas assim que a publicidade começou a surgir, junto com as fotos das obras de arte, começaram a circular no Cairo rumores de que todo o grupo consistia em falsificações. Egiptólogos e historiadores da arte foram entrevistados, gerando artigos que descrevem a beleza dos artefatos e sua importância na história da arte egípcia antiga.
Dois antiquários do Cairo, Maurice Nahman e Phocion J. Tano, talvez com medo de perder negócios, rapidamente espalharam boatos de que os objetos de Mansoor Amarna eram espúrios. Todas essas críticas foram rejeitadas por Farouk, os egiptólogos e Mansoor, como sendo geradas por ignorância e ciúme.
No final, os artefatos foram autenticados e Mansoor e Drioton foram reivindicados como especialistas no campo da arte egípcia antiga. Em uma carta de apoio à experiência do Dr. Drioton no campo da arte egípcia, Edmond Mansoor se referiu ao Cônego Drioton como um "gigante" da egiptologia, afirmando ainda que ele foi um dos maiores egiptólogos deste século. (Uma carta de Edmond Mansoor)
Drioton foi nomeado oficial da Légion d'honneur.

### Legado
Drioton foi citado como uma autoridade em questões egípcias por vários autores no campo da egiptologia. Com o fechamento do século XX, o Dr. Étienne Drioton emergiu como um dos maiores egiptólogos daquele século.